# Kleingebiet Tata
Das Kleingebiet Tata (ungarisch Tatai kistérség) war bis Ende 2012 ungarische Verwaltungseinheit (LAU 1) innerhalb des Komitats Komárom-Esztergom in Mitteltransdanubien. Bei der Verwaltungsreform Anfang 2013 gingen alle Ortschaften in den nachfolgenden Kreis Tata (ungarisch Tatai járás) über, der sich in den gleichen Grenzen wie das Kleingebiet befindet.
Im Kleingebiet Tata leben Ende 2012 38.742 Einwohner auf einer Fläche von 306,71 km². Die Bevölkerungsdichte lag mit 126 Einwohnern pro km² leicht unter dem Komitatsdurchschnitt.
Verwaltungssitz war die einzige Stadt Tata (23.726 Ew.).

## Ortschaften
Die folgenden 10 Ortschaften gehörten zum Kleingebiet Tata:
| Baj      | Dunaalmás | Dunaszentmiklós | Kocs | Naszály     |
| Neszmély | Szomód    | Tardos          | Tata | Vértestolna |